# Liste von Karl-Marx-Denkmälern
Zu den Karl-Marx-Denkmälern zählen:

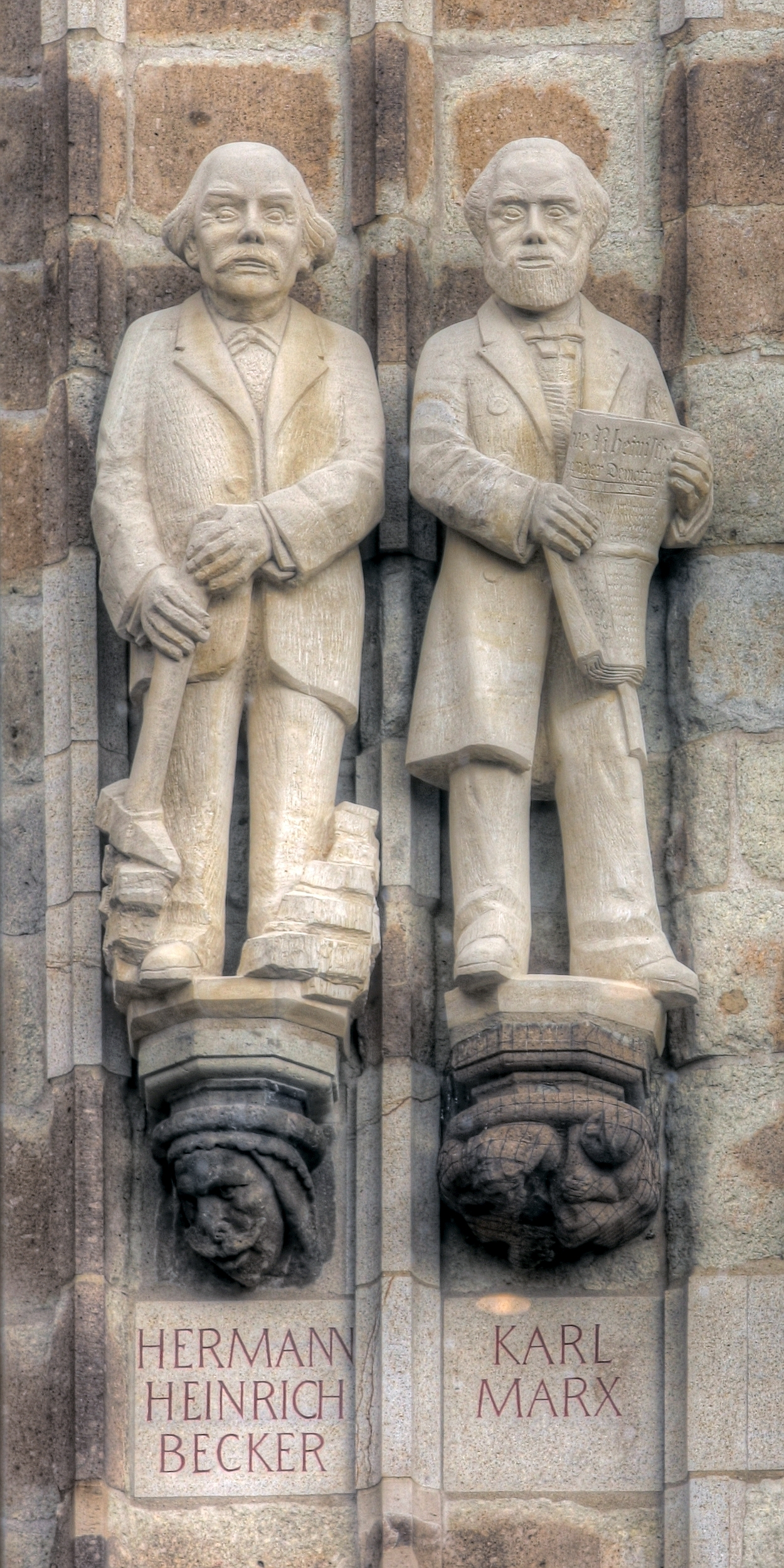
Statue von Karl Marx am Turm des Kölner Rathauses (2010)

- Karl-Marx-Büste Strausberger Platz, Berlin
- Karl-Marx-Büste, Neuruppin
- Karl-Marx-Denkmal, Frankfurt an der Oder
- Karl-Marx-Gedenkstätte, Berlin-Stralau
- Karl-Marx-Grab, London
- Karl-Marx-Monument, Chemnitz
- Karl-Marx-Monument, Fürstenwalde
- Karl Marx im Bronzerelief Aufbruch, Leipzig
- Bronzeplastik zusammen mit Friedrich Engels auf dem Marx-Engels-Forum, Berlin
- Karl-Marx-Denkmal, Neubrandenburg
- Karl-Marx-Denkmal, Neuhardenberg
- Karl-Marx-Denkmal, Wernigerode, seit 1953
- Büste auf dem Friedensplatz in Dessau seit 1984
- Marx-Denkmal in Karlsbad seit 2005
- Figur am Turm des Ratshauses in Köln seit 2010
- Karl-Marx-Statue in Trier seit 2018
- Karl-Marx-Statue neben dem Lenindenkmal (Gelsenkirchen) seit 2022
- Karl-Marx-Monument (Moskau)
- Karl-Marx-Denkmal (zusammen mit Friedrich Engels) im Memento Park am Stadtrand von Budapest

Nicht mehr existent:
- Karl-Marx-Denkmal von Otto Rost aus dem Jahr 1953, das in Dresden auf dem „Platz der Einheit“ (Albertplatz) stand.